# Zbigniew Kostrzewiński
Zbigniew Kostrzewiński (ur. 1 marca 1946 w Łodzi) – polski montażysta filmowy.

## Życiorys
Absolwent Zaocznego Wyższego Zawodowego Studium Montażu Filmowego PWSFTviT w Łodzi. Nominowany do Polskiej Nagrody Filmowej, Orzeł 1999 za montaż filmu Farba. Członek Polskiej Akademii Filmowej.

## Wybrana filmografia
jako autor montażu:
- Alchemik (1988)
- Alchemik Sendivius (1988) - serial
- Powrót wilczycy (1990)
- Łza księcia ciemności (1992)
- Farba (1997)
- Daleko od okna (2000)
- Zerwany (2003)